# Tim Wuttke
Tim Wuttke (* 15. August 1987 in Jena) ist ein ehemaliger deutscher Fußballspieler, der meist auf der linken Abwehrseite oder als Innenverteidiger zum Einsatz kam.
Wuttke spielt seit seinem siebten Lebensjahr beim FC Carl Zeiss Jena. Zur Saison 2008/09 rückte er aus der zweiten Mannschaft in den Kader der ersten Mannschaft auf, die in der dritten Liga spielt. Am 2. Juli 2011 wurde der bereits unterschriebene Vertrag mit dem FC Carl Zeiss Jena zur Vertragsverlängerung, wieder aufgelöst. Nachdem er im Sommer 2011 seine Karriere beendet hatte, gab er am 4. November 2012 kein kurz Comeback von 2 Spielen gegen den FSV Budissa Bautzen und erzielte im zweiten Spiel gegen SSV Markranstädt ein Tor. In der zweiten Partie am 10. November 2012 brach er sich den Mittelfuß und gab sein Karriereende als Sportinvalider bekannt.
Wuttke studiert seit seinem Karriereende im Sommer 2011 Wirtschaftswissenschaften an der Friedrich-Schiller-Universität Jena.
Im Sommer 2014 versuchte er beim Verbandsligisten VfB IMO Merseburg sein Comeback. Nach drei Jahren und insgesamt 24 Spielen beendete er dort endgültig seine Karriere.